# Records de Corée du Sud d'athlétisme
Les records de Corée du Sud d'athlétisme sont les meilleures performances réalisées par des athlètes sud-coréens et homologuées par la Fédération sud-coréenne d'athlétisme.

## Plein air

### Hommes
| Épreuve              | Record | Athlète                                                               | Date                                            | Compétition                                               | Lieu          | Réf.        |
| -------------------- | --- | --------------------------------------------------------------------- | ----------------------------------------------- | --------------------------------------------------------- | ------------- | ----------- |
| 100 m                | 10 s 07 (+ 0,8 m/s) | Kim Kuk-young                                                         | 27 juin 2017                                    | Korea Open                                                | Jeongseon-eup | [ 1 ]       |
| 200 m                | 20 s 40 (+ 0,3 m/s) | Park Tae-geon                                                         | 27 juin 2018                                    | Championnats de Corée du Sud                              | Jeongseon-eup | [ 2 ]       |
| 400 m                | 45 s 37 | Shon Ju-il                                                            | 17 juin 1994                                    | Championnats de Corée du Sud                              | Séoul         | [ 3 ]       |
| 800 m                | 1 min 44 s 14 | Lee Jin-il                                                            | 17 juin 1994                                    | Championnats de Corée du Sud                              | Séoul         | [ 4 ]       |
| 1 500 m              | 3 min 38 s 60 | Kim Soon-hyung                                                        | 3 décembre 1993                                 | Championnats d'Asie                                       | Manille       |             |
| 3 000 m              | 8 min 12 s 59 | Jeon Eun-hoi                                                          | 29 juin 2005                                    |                                                           | Fukugawa      |             |
| 5 000 m              | 13 min 42 s 98 | Baek Seung-ho                                                         | 17 juillet 2010                                 | HDC's Abashiri Meet                                       | Abashiri      | [ 5 ]       |
| 10 000 m             | 28 min 23 s 62 | Jeon Eun-hoi                                                          | 23 octobre 2010                                 |                                                           | Yokohama      | [ 6 ]       |
| Semi-marathon        | 1 h 2 min 36 s | Eum Hyo-suk                                                           | 4 février 2007                                  | Kagawa Marugame Half Marathon                             | Marugame      |             |
| Marathon             | 2 h 7 min 20 s | Lee Bong-ju                                                           | 13 février 2000                                 | Marathon de Tokyo                                         | Tokyo         |             |
| 110 m haies          | 13 s 39 (+ 0,3 m/s) | Kim Byung-jun                                                         | 12 juin 2017                                    | Thailand Open                                             | Bangkok       | [ 7 ]       |
| 400 m haies          | 49 s 80 | Hwang Hong-chul                                                       | 10 juin 1990                                    |                                                           | Séoul         |             |
| 3 000 m steeple      | 8 min 42 s 86 | Jin Soo-sun                                                           | 10 juin 1990                                    |                                                           | Séoul         |             |
| Saut en hauteur      | 2,35 m | Woo Sang-hyeok                                                        | 1er août 2021 18 juillet 2022 16 septembre 2023 | Jeux olympiques Championnats du monde Prefontaine Classic | Tokyo Eugene  | [ 8 ] [ 9 ] |
| Saut à la perche     | 5,80 m | Jin Min-sub                                                           | 1er mars 2020                                   |                                                           | Sydney        | [ 10 ]      |
| Saut en longueur     | 8,20 m (+0,4 m/s) | Kim Deok-hyeon                                                        | 12 juillet 2009                                 | Universiade                                               | Belgrade      | [ 11 ]      |
| Triple saut          | 17,10 m (+1,3 m/s) | Kim Deok-hyeon                                                        | 5 juin 2009                                     | Championnats de Corée du Sud                              | Daegu         |             |
| Lancer du poids      | 19,49 m | Jung Il-woo                                                           | 12 juillet 2015                                 |                                                           | Sapporo       | [ 12 ]      |
| Lancer du disque     | 59,68 m | Choi Jong-bum                                                         | 8 juin 2013                                     | Championnats de Corée du Sud                              | Yeosu         |             |
| Lancer du marteau    | 73,77 m | Lee Yun-chul                                                          | 8 juillet 2017                                  | Championnats d'Asie                                       | Bhubaneswar   |             |
| Lancer du javelot    | 83,99 m | Park Jae-myong                                                        | 13 mars 2004                                    |                                                           | Wellington    |             |
| Décathlon            | 7 860 pts | Kim Kun-woo                                                           | 27–28 août 2011                                 | Championnats du monde                                     | Daegu         | [ 13 ]      |
| Décathlon            | 11 s 11 (-0,2 m/s) (100 m), 7,24 m (+0,2 m/s) (longueur), 12,96 m (poids), 1,96 m (hauteur), 49 s 24 (400 m) / 14 s 95 (-0,1 m/s) (110 m haies), 39,53 m (disque), 4,90 m (perche), 53,33 m (javelot), 4 min 15 s 63 (1 500 m) |                                                                       |                                                 |                                                           |               |             |
| 20 km marche (route) | 1 h 19 min 13 s | Kim Hyun-sub                                                          | 15 mars 2015                                    | Championnats d'Asie de marche                             | Nomi          |             |
| 50 km marche (route) | 3 h 45 min 55 s | Park Chil-sung                                                        | 11 août 2012                                    | Jeux olympiques                                           | Londres       | [ 14 ]      |
| 4 × 100 m            | 38 s 68 | Équipe nationale Lee Simon Kim Kuk-young Lee Yong-mun Ko Seung-hwan   | 14 juin 2024                                    | Match Chine-Corée du Sud-Japon                            | Mokpo         | [ 15 ]      |
| 4 × 400 m            | 3 min 4 s 03 | Équipe nationale Park Se-jung Park Bong-go Seong Hyeok-je Yeo Ho-suah | 2 octobre 2014                                  | Jeux asiatiques                                           | Incheon       |             |

### Femmes
| Épreuve              | Record | Athlète                                                           | Date              | Compétition                   | Lieu     | Réf.   |
| -------------------- | --- | ----------------------------------------------------------------- | ----------------- | ----------------------------- | -------- | ------ |
| 100 m                | 11 s 49 (+0,8 m/s) | Lee Young-sook                                                    | 17 juin 1994      |                               | Séoul    |        |
| 100 m                | 11 s 49 (0,0 m/s) | Lee Young-sook                                                    | 15 septembre 1994 |                               | Fukuoka  |        |
| 200 m                | 23 s 69 (-0,1 m/s) | Kim Ha-na                                                         | 21 octobre 2009   |                               | Daejeon  |        |
| 400 m                | 53 s 67 | Lee Yun-kyung                                                     | 12 août 2003      |                               | Taebaek  |        |
| 800 m                | 2 min 4 s 12 | Huh Yeon-jung                                                     | 19 septembre 2010 |                               | Kawasaki |        |
| 1 500 m              | 4 min 14 s 18 | Lee Mi-kyung                                                      | 20 septembre 1992 | Championnats du monde juniors | Séoul    |        |
| 3 000 m              | 9 min 0 s 30 | Jung Young-im                                                     | 19 septembre 1992 | Championnats du monde juniors | Séoul    |        |
| 5 000 m              | 15 min 34 s 17 | Kim Do-yeon                                                       | 13 juillet 2017   | Hokuren Distance Challenge    | Abashiri | [ 16 ] |
| 10 000 m             | 32 min 33 s 61 | Ahn Seul-ki                                                       | 11 juillet 2018   | Hokuren Distance Challenge    | Fukagawa | [ 17 ] |
| Semi-marathon        | 1 h 08 min 35 s | Choi Kyung-sun                                                    | 2 février 2020    | Semi-marathon de Marugame     | Marugame | [ 18 ] |
| Marathon             | 2 h 25 min 41 s | Kim Do-yeon                                                       | 18 mars 2018      | Marathon de Séoul             | Séoul    |        |
| 100 m haies          | 13 s 00 (+0,8 m/s) | Lee Yeon-kyoung                                                   | 7 juin 2010       | Championnats de Corée du Sud  | Daegu    |        |
| 400 m haies          | 57 s 34 | Jo Eun-ju                                                         | 3 mai 2013        |                               | Ansan    |        |
| 3 000 m steeple      | 9 min 53 s 09 | Cho Ha-rim                                                        | 22 avril 2025     | Championnats d'Asie           | Gumi     |        |
| Saut en hauteur      | 1,93 m | Kim Hee-sun                                                       | 10 juin 1990      |                               | Séoul    |        |
| Saut à la perche     | 4,41 m | Choi Yun-hee                                                      | 8 mai 2012        |                               | Gimcheon | [ 19 ] |
| Saut en longueur     | 6,76 m (-0,2 m/s) | Jung Soon-ok                                                      | 4 juin 2009       | Championnats de Corée du Sud  | Daegu    |        |
| Triple saut          | 13,92 m (+1,6 m/s) | Kim Su-yeon                                                       | 26 mai 2006       | Championnats de Corée du Sud  | Gongju   |        |
| Lancer du poids      | 19,36 m | Lee Myung-sun                                                     | 19 avril 2000     |                               | Shanghai |        |
| Lancer du disque     | 57,39 m | Sin Yu-jin                                                        | 7 juillet 2021    |                               | Goseong  |        |
| Lancer du marteau    | 64,14 m | Kim Tae-hui                                                       | 29 septembre 2023 | Jeux asiatiques               | Hangzhou | [ 20 ] |
| Lancer du javelot    | 60,92 m | Chang Jung-yeon                                                   | 22 avril 2004     |                               | Jecheon  |        |
| Heptathlon           | 5 535 pts | Jeong Yeon-jin                                                    | 27 juillet 2020   |                               | Yecheon  |        |
| Heptathlon           | 13 s 86 (+0,3 m/s) (100 m haies), 1,77 m (hauteur), 10,95 m (poids), 26 s 07 (+0,7 m/s) (200 m) / 6,01 m (+0,7 m/s) (longueur), 37,45 m (javelot), 2 min 26 s 12 (800 m) |                                                                   |                   |                               |          |        |
| 20 km marche (route) | 1 h 29 min 38 s | Kim Mi-jung                                                       | 13 octobre 2008   |                               | Yeosu    |        |
| 4 × 100 m            | 44 s 60 | Équipe nationale Lee Sun-ae Kang Da-seul Joung Han-sol Kim Min-ki | 2 octobre 2014    | Jeux asiatiques               | Incheon  |        |
| 4 × 400 m            | 3 min 41 s 20 | Équipe nationale Min Ji-hyun Oh Se-ra Park Mi-jin Jo Eun-ju       | 2 octobre 2014    | Jeux asiatiques               | Incheon  |        |